# Hundswurzen
Die Hundswurzen (Anacamptis) bilden eine Pflanzengattung in der Familie der Orchideengewächse (Orchidaceae).

## Beschreibung

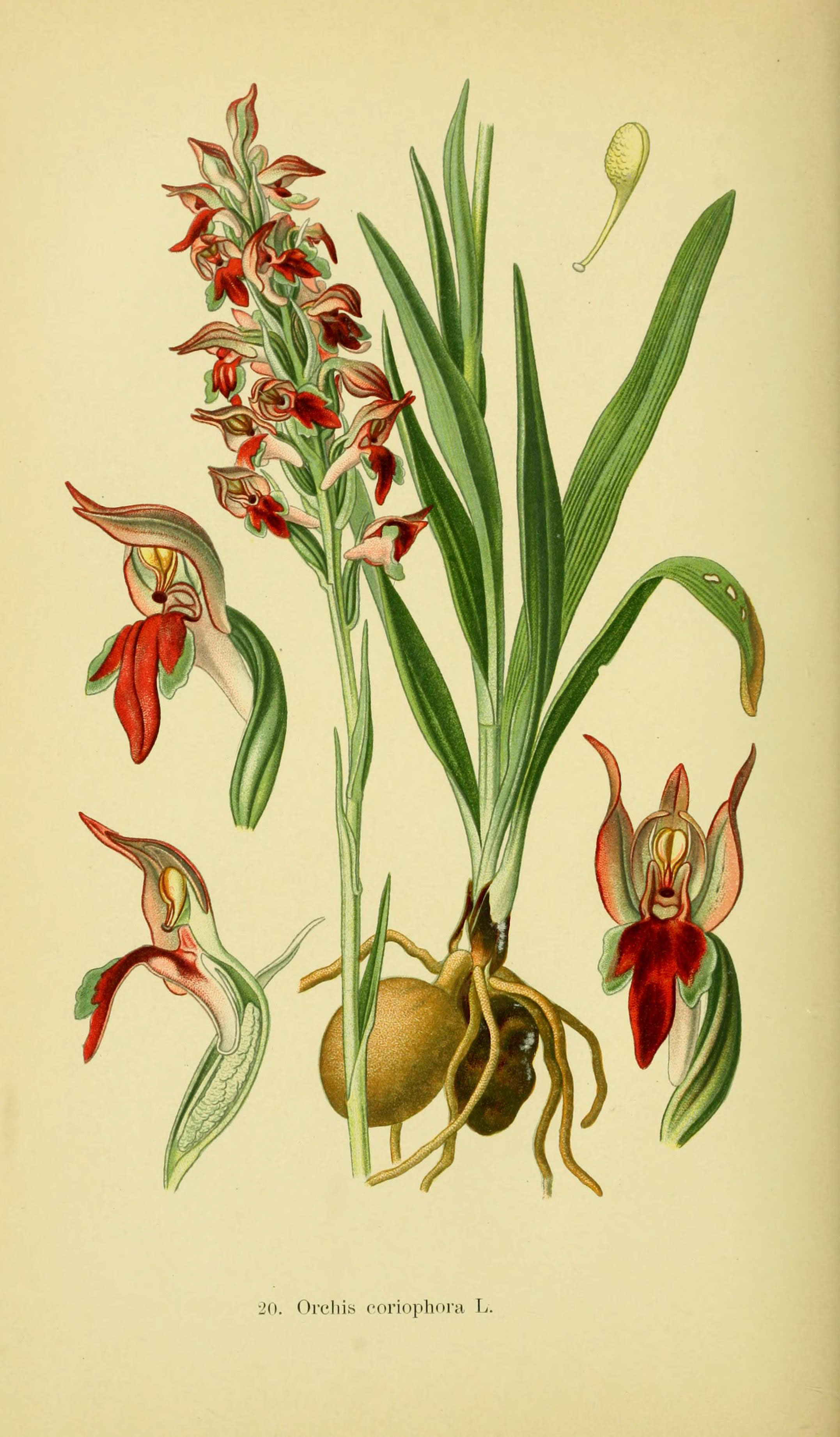
Sektion Coriophorae: Wanzen-Knabenkraut (Anacamptis coriophora), Illustration

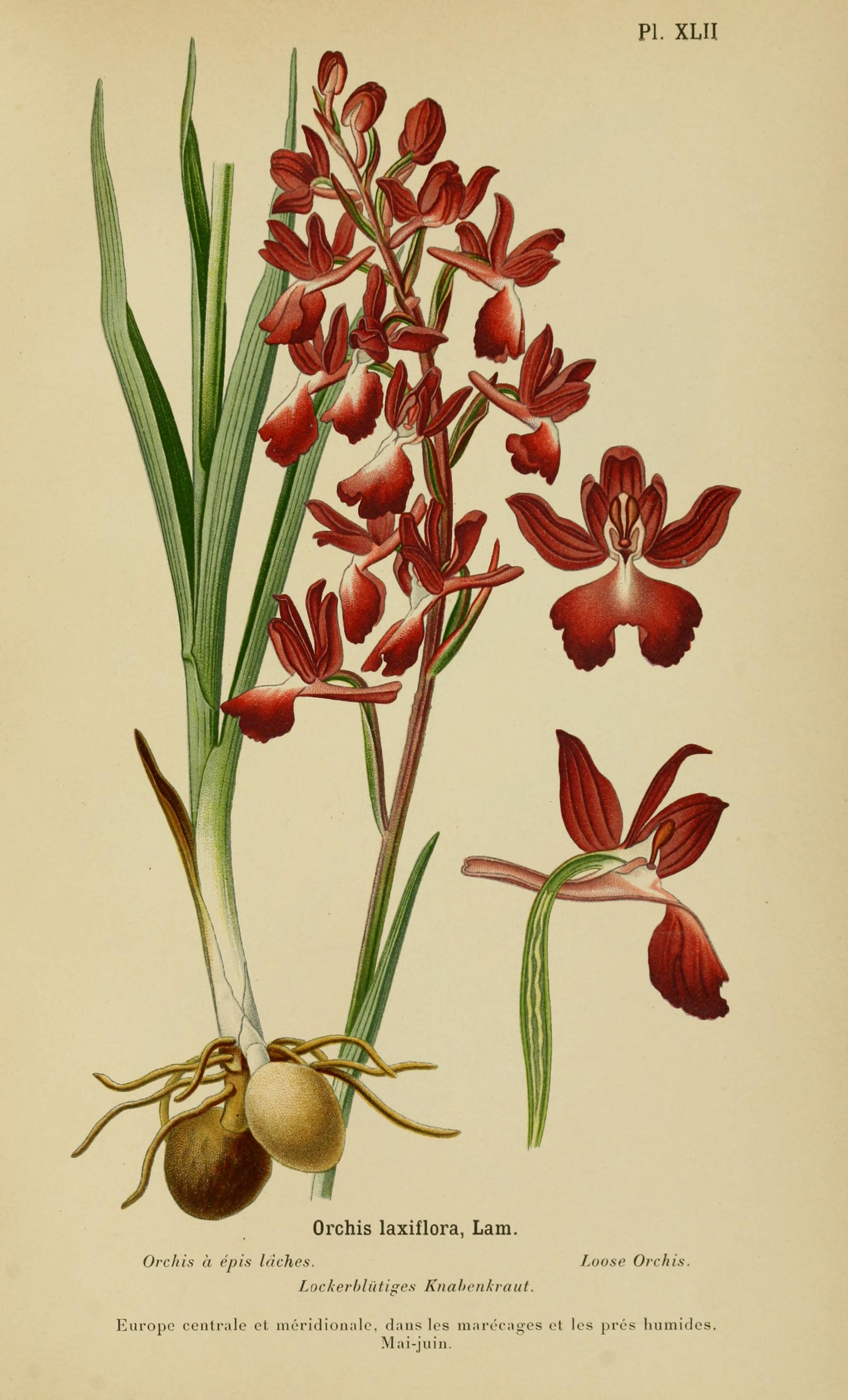
Sektion Laxiflorae: Lockerblütiges Knabenkraut (Anacamptis laxiflora), Illustration

### Vegetative Merkmale
Die Hundswurz-Arten sind ausdauernde krautige Pflanzen. Diese Geophyten bilden eirunde Knollen als Überdauerungsorgane. Die zum Stängelgrund gehäuften Laubblätter sind nicht glänzend, grün und immer ungefleckt.

### Generative Merkmale
Einige bis viele Blüten stehen in einem Blütenstand zusammen. Die Tragblätter sind mindestens halb so lang wie der Fruchtknoten, meist aber deutlich länger. Die zwittrigen Blüten sind zygomorph und dreizählig. Die Blütengröße und -gestalt ist je nach Art unterschiedlich. Es ist ein Sporn vorhanden, dessen Länge aber ebenso variabel. Die dreiteilige Lippe besitzt einen ungeteilten Mittellappen. Vor dem Sporneingang befinden sich am Grunde zwei erhabene Längsleisten (Platten).
Die Samen sind wie bei allen Orchideen sehr zahlreich und sehr fein, oft nur 1/4 Millimeter groß und die Tausendkornmasse ist nur etwas über ein Milligramm schwer.
Die Chromosomengrundzahl beträgt x = 16 oder 18; es liegt meist Diploidie vor mit einer Chromosomenzahl von meist 2n = 32 oder 36.

## Systematik und Verbreitung
Die Gattung Anacamptis wurde 1817 durch Louis Claude Marie Richard in De Orchideis Europaeis Annotationes Seite 25 aufgestellt. Wahrscheinlich aufgrund der zurückgebogenen Tragblätter der Typusart Anacamptis pyramidalis stammt der botanische Gattungsname Anacamptis vom griechischen Wort ἅνακάμπτω anakampto für „zurückbiegen“.
Die früher monotypische Gattung Anacamptis wurde in einer Revision der Subtribus Orchidinae durch Bateman 1997 auf der Basis von genetischen Merkmalen um die Arten der Sektionen Adranthus, Coriophoranthus, Phalaenanthus, Morianthus und Saccatae der Gattung Orchis erweitert. Diese Änderungen werden heute teilweise bereits als gültig angesehen, beispielsweise von Kew Gardens, haben sich jedoch bislang nicht vollständig durchgesetzt und sind auch nicht ganz unumstritten bei Experten. Synonyme für Anacamptis Rich. s. l. sind: Rauranita Grélet, Vermeulenia Á.Löve & D.Löve, Anteriorchis E.Klein & Strack, Herorchis D.Tyteca & E.Klein, Paludorchis P.Delforge, ×Anacampaludorchis P.Delforge, ×Anacampterorchis P.Delforge, ×Anacampteulenia P.Delforge, ×Anteriocamptis P.Delforge, ×Anterioherorchis P.Delforge, ×Anteriomeulenia P.Delforge, ×Anteriopaludorchis P.Delforge, ×Heromeulenia P.Delforge, ×Heropaludorchis P.Delforge, ×Paludomeulenia P.Delforge.

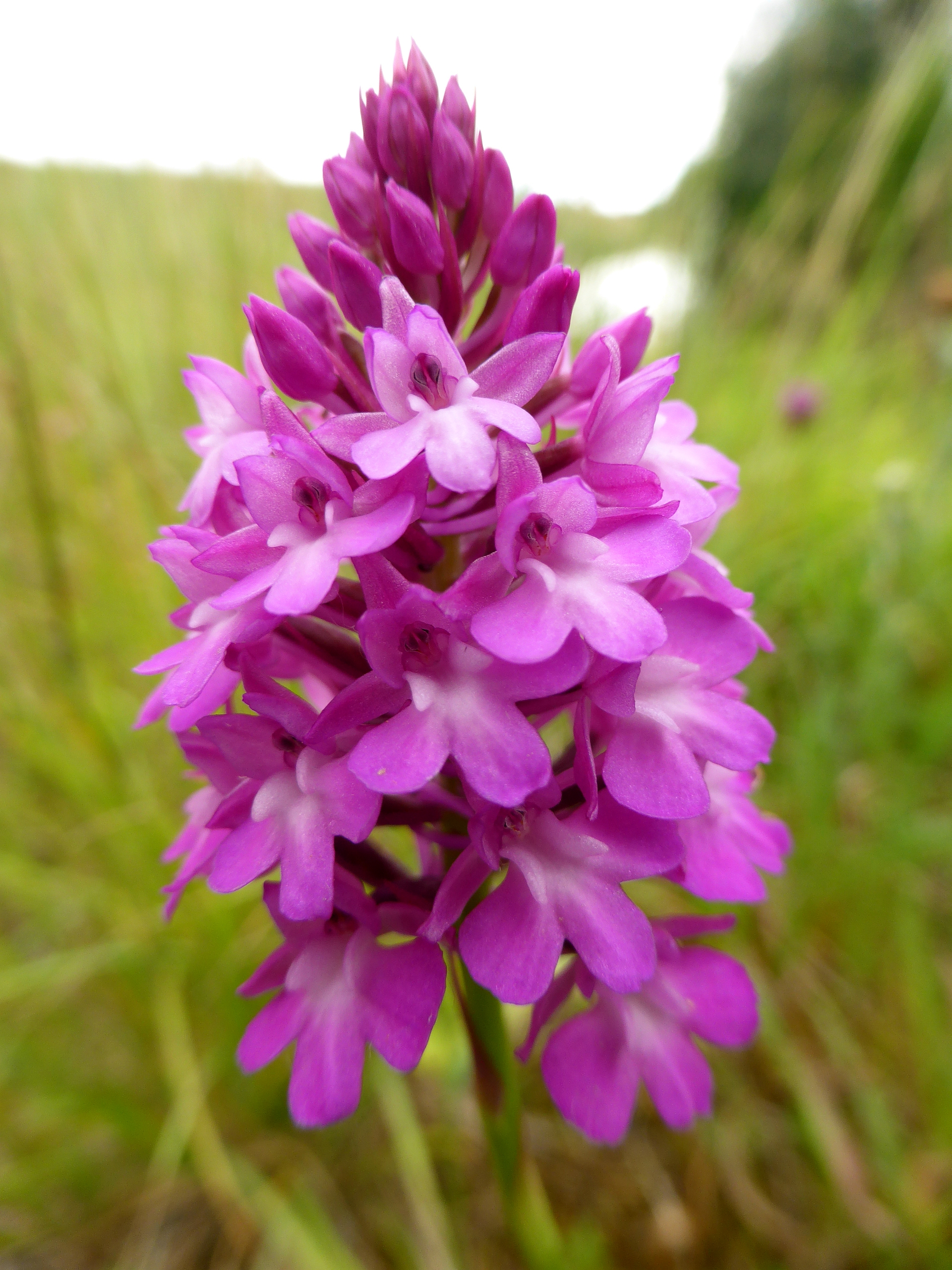
Sektion Anacamptis: Pyramiden-Hundswurz (Anacamptis pyramidalis)

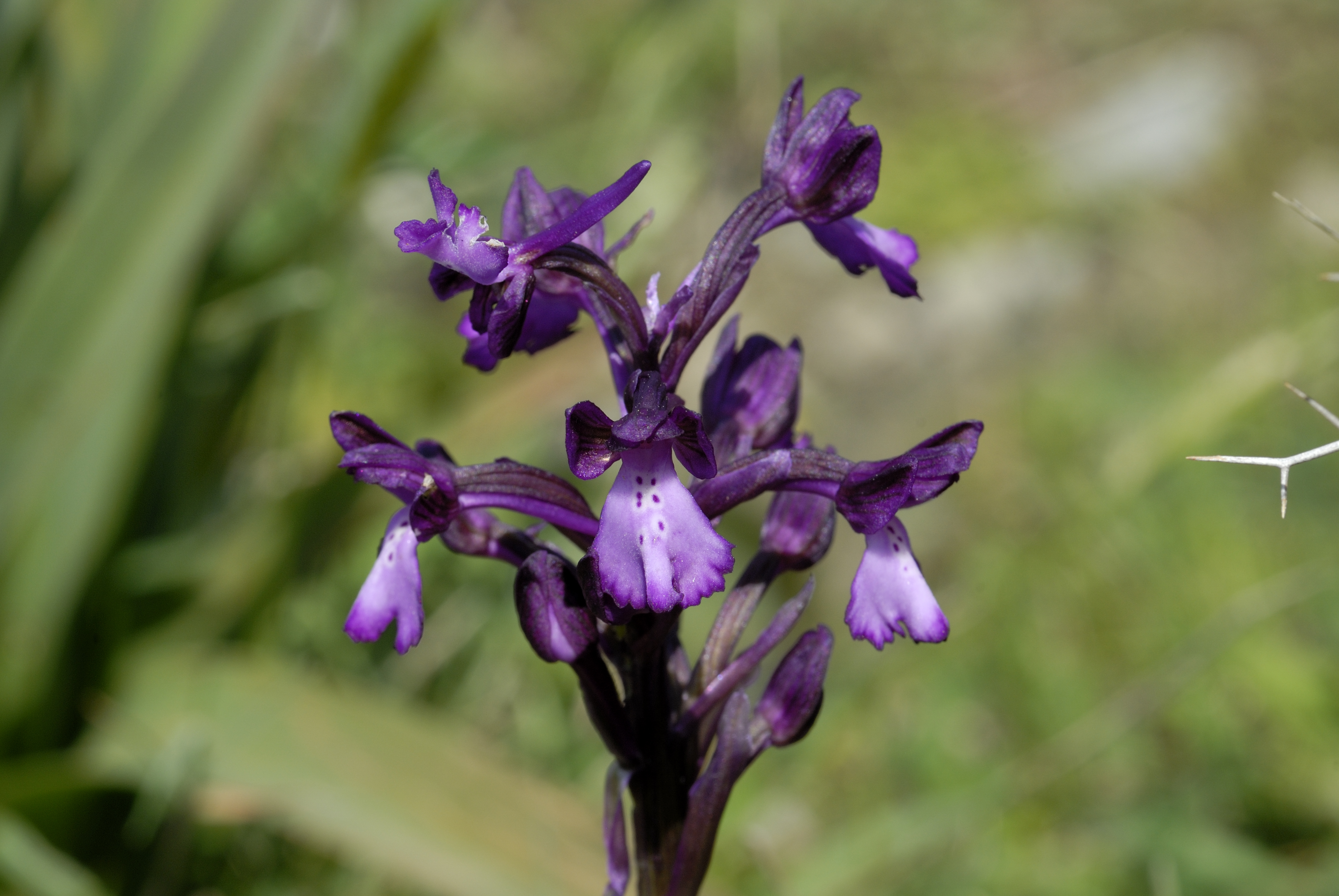
Sektion Boryae: Borys Knabenkraut (Anacamptis boryi)

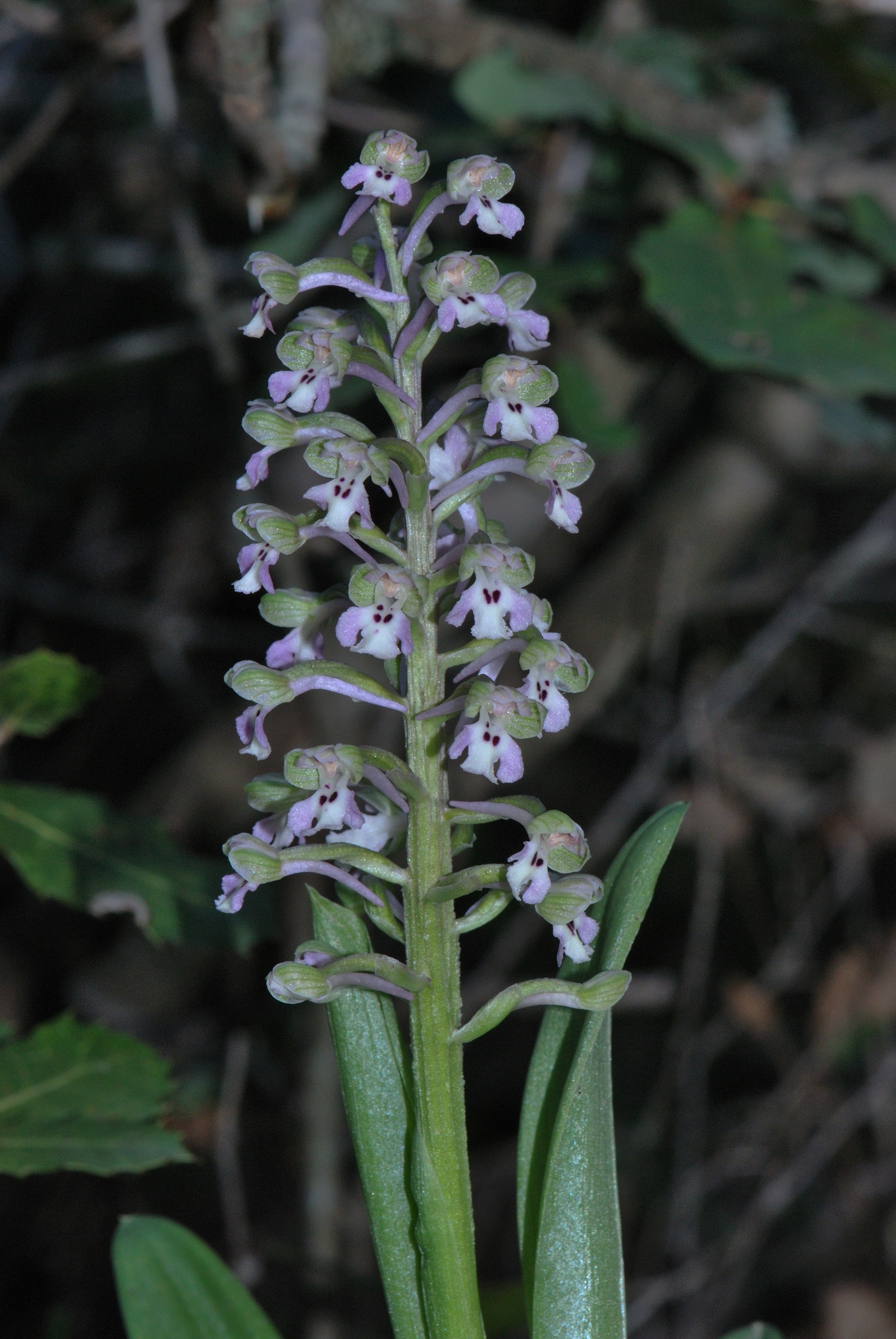
Sektion Boryae: Israelisches Knabenkraut (Anacamptis israelitica)

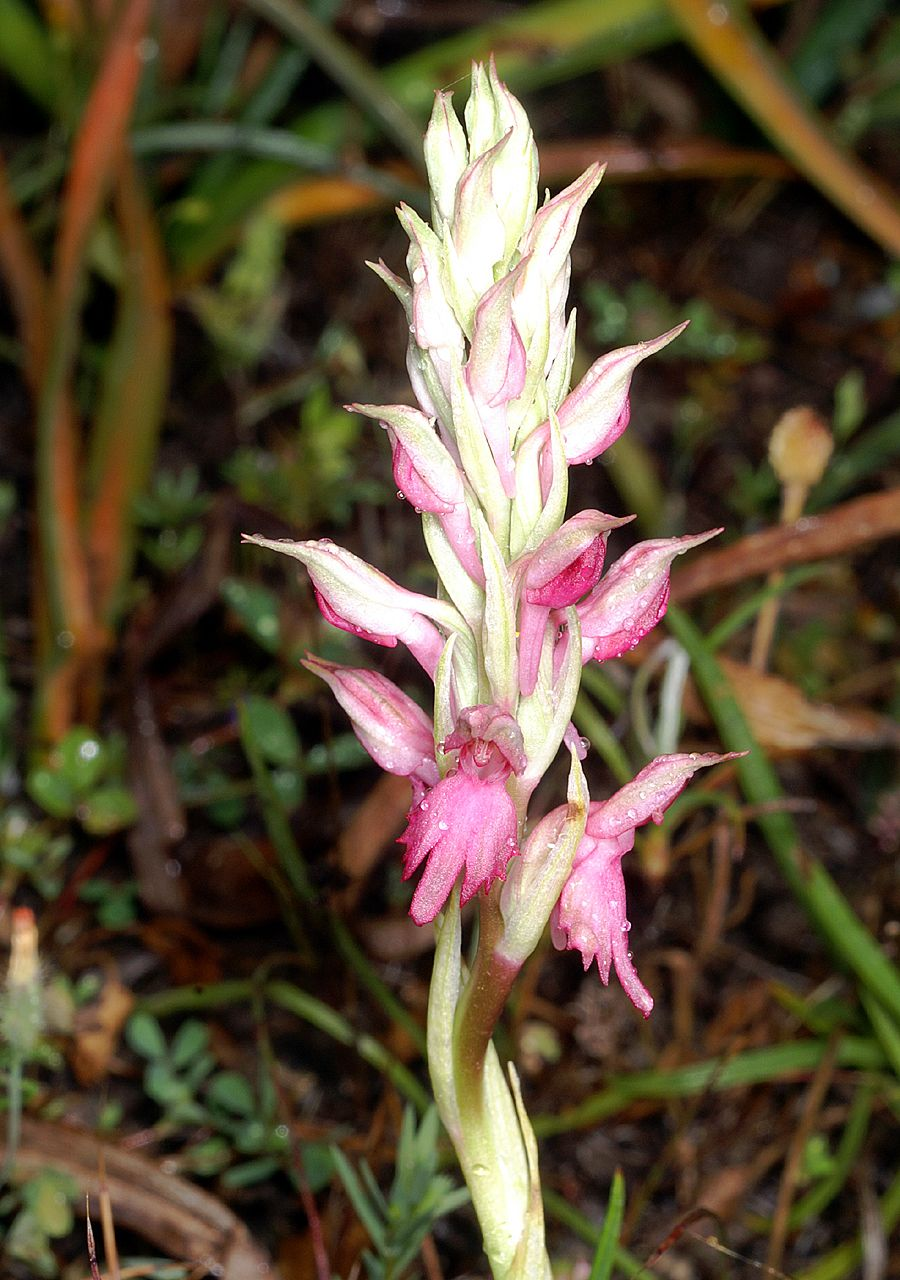
Sektion Coriophorae: Heiliges Knabenkraut (Anacamptis sancta)

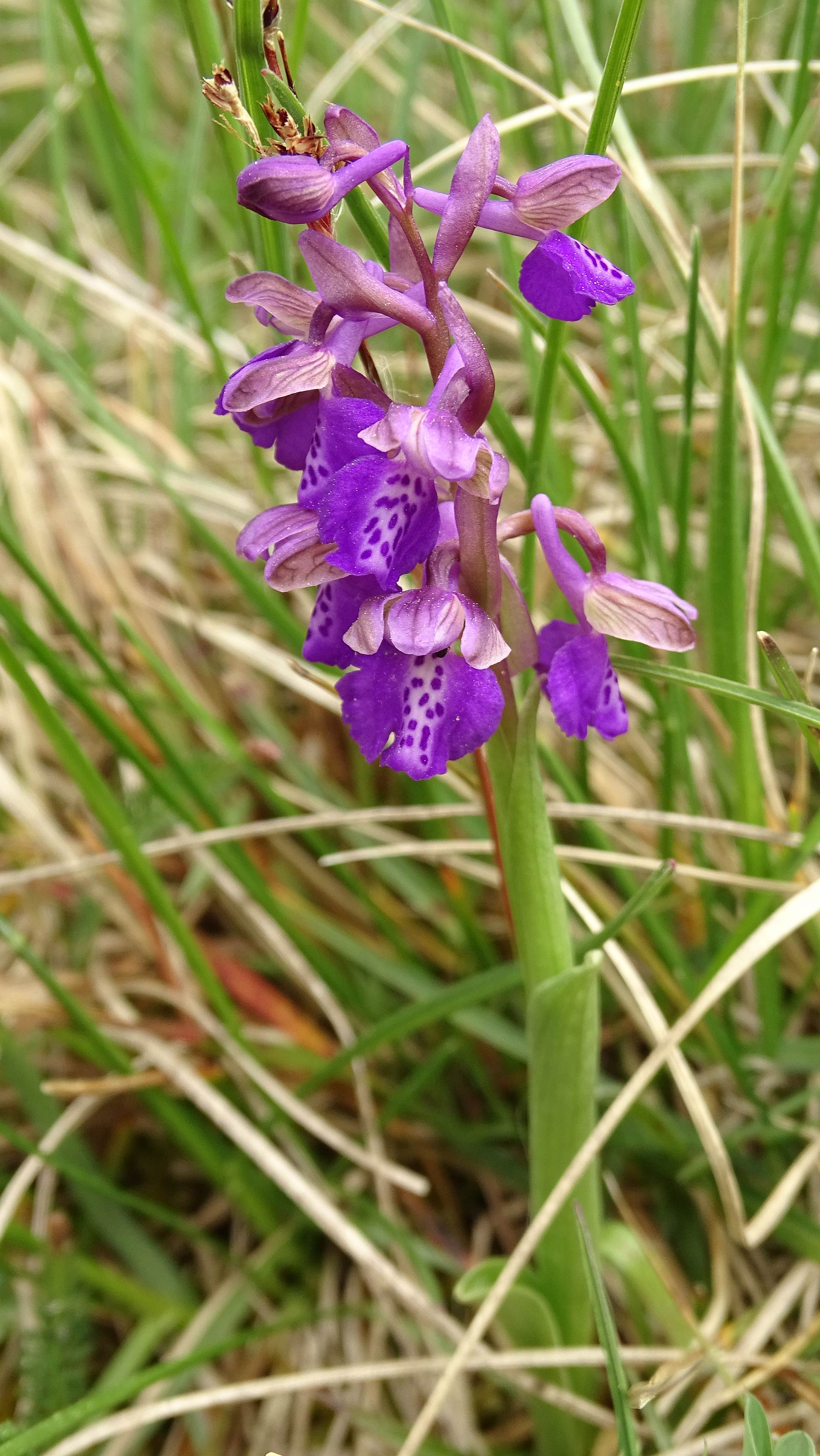
Sektion Moriones: Kleines Knabenkraut (Anacamptis morio)

Die Gattung Anacamptis wird in sieben Sektionen gegliedert:
- Sektion Anacamptis:
  - Pyramiden-Hundswurz (Anacamptis pyramidalis (L.) Rich.)[3]

- Sektion Boryae H.Kretzschmar, Eccarius & H.Dietr.:
  - Borys Knabenkraut (Anacamptis boryi (Rchb. f.) R.M.Bateman, Pridgeon & M.W.Chase): Es kommt in Griechenland, auf Kreta und in der Ägäis vor.[3]
  - Israelisches Knabenkraut (Anacamptis israelitica (H.Baumann & Dafni) R.M.Bateman): Es kommt nur in nördlichen Israel vor.[3]

- Sektion Coriophorae (Parl.) H.Kretzschmar, Eccarius & H.Dietr.:
  - Wanzen-Knabenkraut (Anacamptis coriophora (L.) R.M.Bateman, Pridgeon & M.W.Chase): Es gibt mehrere Unterarten:
    - Anacamptis coriophora (L.) R.M.Bateman, Pridgeon & M.W.Chase subsp. coriophora
    - Wohlriechendes Wanzen-Knabenkraut (Anacamptis coriophora subsp. fragrans (Pollini) R.M.Bateman, Pridgeon & M.W.Chase)
    - Martrinis Knabenkraut (Anacamptis coriophora subsp. martrinii (Timb.-Lagr.) Jacquet & Scappat.)

  - Heiliges Knabenkraut (Anacamptis sancta (L.) R.M.Bateman, Pridgeon & M.W.Chase): Es kommt im östlichen Mittelmeergebiet vor.[3]

- Sektion Laxiflorae (Soó & Keller) H.Kretzschmar, Eccarius & H.Dietr.:
  - Lockerblütiges Knabenkraut (Anacamptis laxiflora (Lam.) R.M.Bateman, Pridgeon & M.W.Chase): Es kommt vom Mittelmeerraum bis Zentralasien, in Marokko und von den Kanalinseln bis ins westliche Mitteleuropa vor.[3] Es gibt drei Unterarten:
    - Anacamptis laxiflora subsp. laxiflora
    - Anacamptis laxiflora subsp. dielsiana (Soó) H.Kretzschmar, Eccarius & H.Dietr.
    - Dinsmores Knabenkraut (Anacamptis laxiflora subsp. dinsmorei (Schltr.) H.Kretzschmar, Eccarius & H.Dietr.)

  - Sumpf-Knabenkraut (Anacamptis palustris (Jacq.) R.M.Bateman, Pridgeon & M.W.Chase): Es gibt drei Unterarten:
    - Anacamptis palustris subsp. palustris
    - Anacamptis palustris subsp. elegans (Heuff.) R.M.Bateman, Pridgeon & M.W.Chase
    - Robustes Knabenkraut (Anacamptis palustris subsp. robusta (T.Stephenson) R.M.Bateman, Pridgeon & M.W.Chase)

- Sektion Moriones (Parl.) H.Kretzschmar, Eccarius & H.Dietr.:
  - Kleines Knabenkraut oder Salep-Knabenkraut (Anacamptis morio (L.) R.M.Bateman, Pridgeon & M.W.Chase, Syn.: Orchis morio L.): Es gibt sechs Unterarten:
    - Anacamptis morio (L.) R.M.Bateman, Pridgeon & M.W.Chase subsp. morio
    - Kaukasisches Knabenkraut (Anacamptis morio subsp. caucasica (K.Koch) H.Kretzschmar, Eccarius & H.Dietr.): Es kommt in Griechenland, in der Ägäis, in der Türkei, Aserbaidschan, Georgien und im nördlichen und nordwestlichen Iran vor.[4]
    - Dreiknollen-Knabenkraut (Anacamptis morio subsp. champagneuxii (Barnéoud) H.Kretzschmar, Eccarius & H.Dietr.): Es kommt in Spanien, Portugal und auf Mallorca vor.[4]
    - Langsporniges Knabenkraut (Anacamptis morio subsp. longicornu (Poir.) H.Kretzschmar, Eccarius & H.Dietr.): Es kommt im westlichen Mittelmeergebiet vor.[4]
    - Südfranzösisches Kleines Knabenkraut (Anacamptis morio subsp. picta (Loisel.) Jacquet & Scappat.): Es kommt in Südfrankreich vor.[4]
    - Syrisches Knabenkraut (Anacamptis morio subsp. syriaca (E.G.Camus) H.Kretzschmar, Eccarius & H.Dietr.): Es kommt in Syrien, im Libanon und an der türkischen Südküste vor.[4]

- Sektion Papilionaceae (Parl.) H.Kretzschmar, Eccarius & H.Dietr.:
  - Schmetterlings-Knabenkraut (Anacamptis papilionacea (L.) R.M.Bateman, Pridgeon & M.W.Chase): Es gibt sechs Unterarten:
    - Anacamptis papilionacea (L.) R.M.Bateman, Pridgeon & M.W.Chase subsp. papilionacea: Sie kommt im zentralen Mittelmeergebiet vor.[4]
    - Anacamptis papilionacea subsp. alibertis (G.Kretzschmar & H.Kretzschmar) H.Kretzschmar, Eccarius & H.Dietr.
    - Mittelgroßes Knabenkraut (Anacamptis papilionacea subsp. expansa (Ten.) Amard. & Dusak): Es kommt in Korsika, Sardinien, Sizilien, Italien, Griechenland, Kreta in der Ägäis und in der westlichen Türkei vor.[4]
    - Anacamptis papilionacea subsp. messenica (Renz) H.Kretzschmar, Eccarius & H.Dietr.
    - Anacamptis papilionacea subsp. palaestina (B.Baumann & R.Lorenz) H.Kretzschmar, Eccarius & H.Dietr.
    - Schirwans Knabenkraut (Anacamptis papilionacea subsp. schirwanica (Woronow) H.Kretzschmar, Eccarius & H.Dietr.): Es kommt in Aserbaidschan, in Bergkarabach und vielleicht auch im nördlichen Iran vor.[4]

  - Cyrenaika-Knabenkraut (Anacamptis cyrenaica (E.A.Durand & Barratte) H.Kretzschmar, Eccarius & H.Dietr.): Es kommt im nordöstlichen Libyen vor.[3]

- Sektion Saccatae (Parl.) H.Kretzschmar, Eccarius & H.Dietr.
  - Hügel-Knabenkraut oder Sacksporniges Knabenkraut (Anacamptis collina (Banks & Sol. ex Russell) R.M.Bateman, Pridgeon & M.W.Chase): Es kommt vom Mittelmeerraum bis zum südlichen Turkmenistan vor.[3]